# Chrono Resurrection
Chrono Resurrection, também conhecido como Chrono Trigger: Resurrection, é um fangame  (jogo eletrônico desenvolvido por fãs) não lançado desenvolvido pela equipe norte-americana Resurrection Games sob a direção de Nathan Lazur. É baseado no aclamado jogo de RPG Chrono Trigger, lançado originalmente para SNES pela empresa japonesa Square Soft. O projeto foi inicialmente chamado de CT64 e foi concebido para ser um remake completo do jogo original para o Nintendo 64, com modos de jogo 2D e 3D.

Após uma primeira interrupção no desenvolvimento, o projeto foi redefinido como uma breve demonstração interativa para computadores pessoais baseados no Windows. Novos membros da equipe, incluindo artistas e designers profissionais, foram recrutados para a demo, que contaria com dez cenas de Chrono Trigger e a maioria de seus personagens jogáveis. Em 2004, o projeto foi fechado publicamente depois que a Square-Enix emitiu uma carta de cessação e desistência para a Resurrection Games por violação de marca registrada e direitos autorais. Apesar de seu fechamento, o projeto recebeu elogios críticos e populares.
1. ↑  GameVicio. «Chrono Trigger Resurrection O Que Aconteceu? - GameVicio». www.gamevicio.com. Consultado em 24 de maio de 2019